# Plan z Casa Mata
Plan z Casa Mata (hiszp.  Plan de Casa Mata) – proklamacja polityczna wydana 1 lutego 1823 przez Antonio Lópeza de Santa Anny i Guadalupe Victoria zakładająca przywrócenie w Meksyku rządów kongresu i obalenie Augustyna I, pierwszego monarchy Cesarstwa Meksyku.
Plan stał się zarzewiem ogólnokrajowego powstania antymonarchistycznego, zwanego od nazwy proklamacji Rewolucją Planu z Casa Mata (hiszp. Revolución del Plan de Casa Mata). Do rewolty w krótkim czasie przyłączyli się Vicente Guerrero, Nicolás Bravo i szefowie sztabów wojsk cesarstwa, w tym José Antonio de Echávarri, Luis Cortázar y Rábago i José María Lobato co przesądziło o jej zwycięstwie.
Dokument zakładał przekształcenie Meksyku z monarchii w republikę. W wyniku powstania zbrojnego do władzy doszedł triumwirat w skład którego weszli Pedro Celestino Negrete, Nicolás Bravo i Guadalupe Victoria. Ten ostatni w 1823 został wybrany pierwszym prezydentem Republiki Meksyku.

## Geneza
Choć w czasie wojny z Hiszpanią Agustín de Iturbide, późniejszy Augustyn I, zdobył olbrzymie poparcie społeczne, po ogłoszeniu się cesarzem w 1822 w krótkim czasie je stracił. Jego rządy cechowały nieudolność, despotyzm i prześladowania przeciwników politycznych. Przeciwko jego władzy zawiązano kilka spisków republikańskich, jednak większość została rozbita przez aresztowania. W ciągu pierwszego roku rządów do więzienia trafiło m.in. 19 członków Kongresu Konstytucyjnego, co stało się przyczyną rozwiązania przez Iturbide parlamentu i zastąpienia go Narodową Radą Ustawodawczą (hiszp. Junta Nacional Instituyente).
Przeciwko posunięciom monarchy w całym kraju zaczęły wybuchać zbrojne powstania. Jednym z pierwszych była tzw. Rebelia Felipe de la Garzy wspierana w sposób coraz bardziej otwarty przez zmęczonych rządami Iturbide arystokratów i wykształcone warstwy społeczeństwa meksykańskiego. Jesienią 1822 Iturbide wyjechał z krótką wizytą do Jalapy w stanie Veracruz. Wyjazd miał podreperować reputację monarchy i podkreślić jego troskę o miasta, którym groził los miasta Veracruz zbombardowanego przez hiszpańskie wojska brygadiera Francisco Lemaura. Jednak podczas krótkiej wizyty Augustyn I wykazał się arogancją i konfliktowym charakterem, co jeszcze bardziej nadszarpnęło jego prestiż. W tej sytuacji w grudniu 1822 Miguel Santa María zawiązał kolejny spisek antymonarchistyczny, do którego w krótkim czasie przyciągnął Antonio Lópeza de Santa Annę, podówczas gubernatora Veracruz. Ten w krótkim czasie stał się przywódcą walk przeciw wojskom monarchistycznym.

## Powstanie Santa Anny
Santa Anna początkowo był jednym z dowódców bezskutecznie oblegających twierdzę San Juan de Ulúa, ostatni bastion Hiszpanii na terytorium Meksyku, z którego utratą Kortezy nie mogły się pogodzić. Rozczarowany brakiem sukcesów, Augustyn I odwołał go ze stanowiska i nakazał mu stawienie się w mieście Meksyk na przesłuchanie. Zamiast tego Santa Anna powrócił do Veracruz, gdzie poderwał wierne mu wojska prowincjonalne do buntu i przyłączył się do spisku Miguela de Santa María. Wkrótce ogłosił wprowadzenie w Meksyku rządów republikańskich i powstanie przeciwko władzy Iturbide. Cesarz dotarłszy ze stanu Puebla do Meksyku został poinformowany o kolejnej rewolcie i wysłał przeciw Santa Annie generałów José Maríę Lobato, José Antonio de Echávarri i Luisa Cortázara y Rábago.
By rozszerzyć rebelię i wyprzedzić działania wojsk monarchistycznych, Santa Anna uderzył na Jalapę, jednak nie udało mu się zdobyć miasta i został zmuszony do odwrotu. Zwycięstwo nie poprawiło jednak nastrojów na dworze cesarskim, bowiem w tym samym czasie generałowie Servando Teresa de Mier, Nicolás Bravo i Vicente Guerrero wypowiedzieli mu posłuszeństwo. Dwaj ostatni skierowali się ze swoimi wojskami na południe Meksyku z zamiarem wywołania tam powstania przeciw władcy. By przeciwdziałać nowemu zagrożeniu, Iturbide musiał rozdzielić siły i sporą część armii wysłać w ślad za generałami. 13 stycznia 1823 w okolicach Chilapy wojska Bravo i Guerrero zostały zatrzymane przez silny oddział monarchistyczny pod dowództwem José Gabriela de Armijo i Epitacio Sáncheza. W chaotycznej bitwie pod Almolonga generał Guerrero został ranny w płuco, co spowodowało ucieczkę jego wojsk z pola bitwy. Ścigający uciekinierów generał Sánchez również został ranny i wkrótce zmarł, co z kolei wywołało popłoch wśród monarchistów, dzięki któremu generałowi Bravo udało się wyprowadzić resztę wojsk republikańskich w kierunku Putli. Choć zwycięstwo rojalistów nie było pełne, rozszerzenie powstania na stan Oaxaca się nie powiodło.
W całym Meksyku wojska wierne cesarzowi odnosiły sukcesy, jednak wśród ich dowódców lojalność wobec rozkazów Augustyna I spadała. W Veracruz generał Echávarri odmówił wykonania rozkazu nakazującego bicie złapanych rewolucjonistów. Z kolei w stanie Chiapas pułkownik Felipe Codallos zgodził się zdziesiątkować złapanych żołnierzy, ale odmówił wykonania wyroku śmierci na wszystkich złapanych oficerach powstańczej armii. Ostatecznie generał Echávarri przeszedł na stronę Santa Anny i został jednym z pierwszych sygnatariuszy planu z Casa Mata. 26 lutego do planu swój akces zgłosił garnizon Guadalajary, co skłoniło cesarza do wysłania do powstańców parlamentariuszy. Nim posłowie dotarli do Jalapy na rozmowy, na stronę rebelii przeszło kolejnych kilka jednostek wojskowych. Nawet w samym mieście Meksyk 9 i 11 korpus pieszy uderzyły na dawny areszt inkwizycji, uwolniły przetrzymywanych w nim członków zdelegalizowanego kongresu i wyruszyły do Toluki z zamiarem przyłączenia się do powstania. Iturbide zabrakło wojsk by je powstrzymać.

## Następstwa
Początkowo zadaniem rewolucjonistów było jedynie przywrócenie kongresu, który miał następnie zdecydować o tym, czy pozostawić Iturbide u władzy. Jednak wbrew przewidywaniom Augustyn I abdykował i uciekł z kraju do Włoch, a stamtąd do Szwajcarii, Belgii by wreszcie osiedlić się w Wielkiej Brytanii. W tej sytuacji kongres zdecydował o ogłoszeniu byłego cesarza wrogiem narodu i wydał na niego wyrok śmierci jeśli kiedykolwiek spróbuje wrócić na terytorium Meksyku. Iturbide i tym razem postąpił wbrew przewidywaniom polityków, bowiem już w 1824 powrócił do kraju, został ujęty w Soto la Marina w stanie Tamaulipas i rozstrzelany.